# Rue Antoine-de-Saint-Exupéry
Pour les articles homonymes, voir Saint-Exupéry (homonymie).
La rue Antoine-de-Saint-Exupéry est une rue du quartier de Bellecour située sur la presqu'île dans le 2e arrondissement de Lyon, en France.

## Situation et accès
La rue commence sur le quai Tilsitt et se termine place Bellecour, elle est traversée par la rue du Plat. La circulation se fait dans le sens de la numérotation avec un stationnement d'un seul côté,. 
La rue est en zone 30 avec une voie de circulation ; une autre voie est réservée pour les véhicules qui vont se garer dans le parking Indigo, et une en site propre pour les bus     C20 avec un arrêt au début de la place Bellecour. Une piste cyclable y figure également dans le sens ouest-est. 

## Origine du nom
La rue porte ce nom en hommage à Antoine de Saint-Exupéry (1900-1944) écrivain et aviateur né dans cette rue.

## Histoire
En 1540, Jean du Peyrat, échange avec l'abbaye d'Ainay, sa terre du Perron de Saint-Genis-Laval contre le Plat d'Ainay. En 1560, Claudine Laurencin, veuve de Jean du Peyrat, fait ouvrir des rues dans ce tènementet donne le nom de son défunt mari à une des rues. 
En 1900, la rue Peyrat absorbe la rue des coloniesqui était situé entre le quai Tilsitt et la rue du Plat. La rue reçoit le nom d'Alphonse Fochier (1845-1903) en 1909 puis prend son nom actuel en l'an 2000.
Cette rue est le lieu de naissance d'Hyppolite Dechet dit Jenneval (1801-1830) créateur des premières paroles de La Brabançonne, l'hymne national Belge, et mort au combat lors de la révolution belge de 1830.
Au no 1, Marius Gonin (1873-1937) fonde ici les semaines sociales de France.
Au no 8, lieu de naissance d'Antoine de Saint-Exupéry (1900-1944) écrivain et aviateur.